# Xabier Zabalo
Zabalo  Imaz est un nom espagnol. Le premier nom de famille, en général paternel, est Zabalo ; le second, en général maternel, souvent omis, est Imaz.
Xabier Zabalo Imaz,, né le 2 septembre 1987 à Olazti en Navarre, est un coureur cycliste espagnol.

## Biographie
Xabier Zabalo commence sa carrière sportive à 5 ans par le patinage de vitesse. Dans cette discipline, il est notamment champion de Navarre, champion d'Espagne et troisième d'un championnat d'Europe en catégorie juniors. Une blessure au tibia l'amène finalement au cyclisme à 18 ans. 
De 2005 à 2008, il court au sein de la formation Caja Rural. Il signe ensuite avec le club Naturgas Energía en 2009, lié à l'équipe Euskaltel-Euskadi. Après une blessure au tendon d'Achille, il se distingue au printemps en remportant le championnat du Pays basque espoirs à Ataun et le San Isidro Sari Nagusia.  
En 2010, il suit le cursus classique de la Fondation Euskadi en rejoignant l'équipe continentale Orbea, elle-même réserve d'Euskaltel-Euskadi. L'année suivante, il chute lourdement dans une descente du Tour de la Vallée d'Aoste et subit une fracture à l'os temporal et à la mâchoire. Malgré ces blessures, il est encore conservé par ses dirigeants pour la saison 2012. Il ne prolonge pas en 2013 et met fin à sa carrière cycliste. 
En 2018, il devient directeur sportif au sein de l'équipe Israel Cycling Academy. Il est notamment l'entraîneur de Chris Froome en 2021,.

## Palmarès
- 2009
  - Champion du Pays basque espoirs
  - San Isidro Sari Nagusia
  - 2e du San Bartolomé Sari Nagusia
  - 3e du Premio Ayuntamiento de Sopelana